# Kazimierz Czarnecki (Gewichtheber)

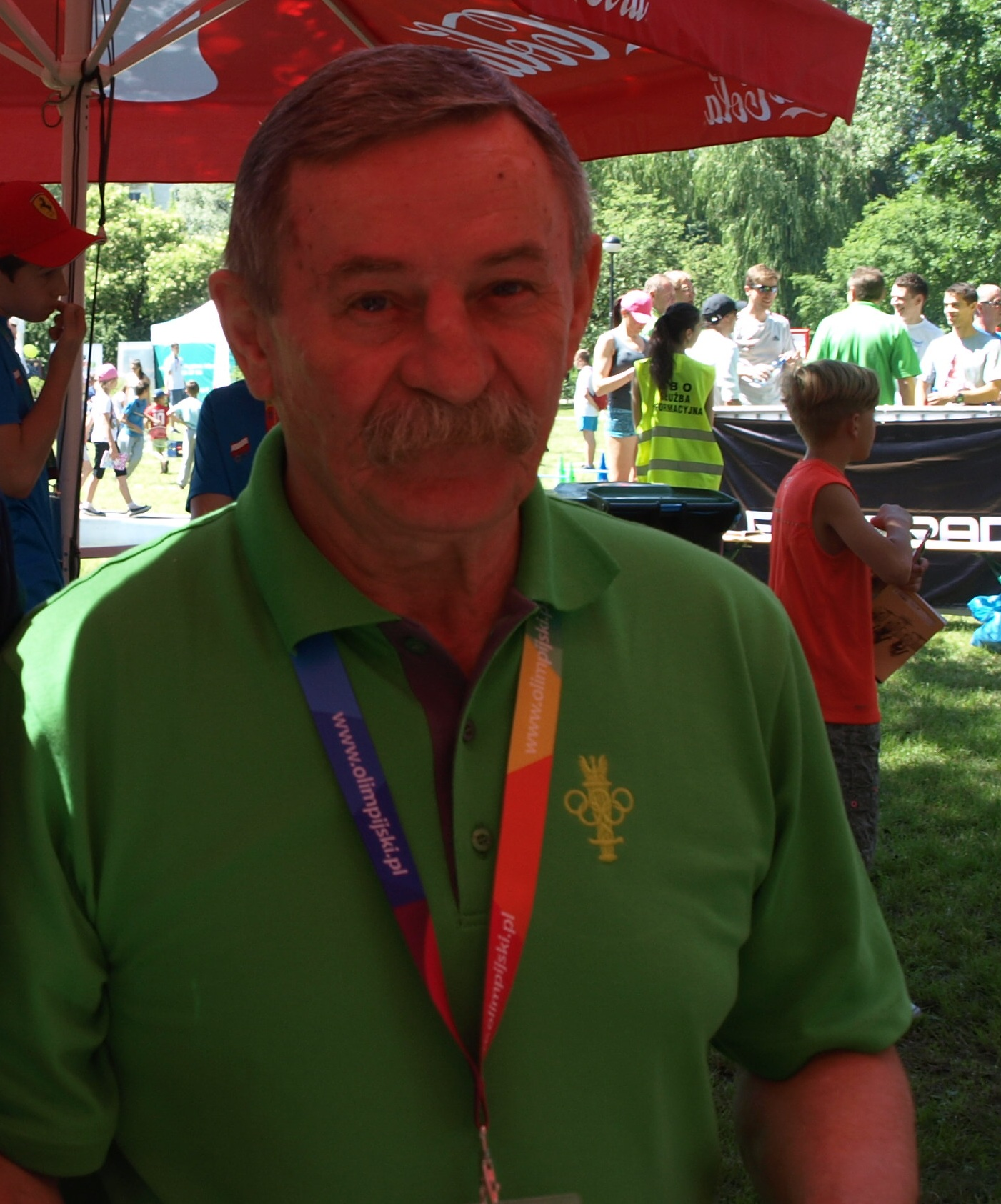
Kazimierz Czarnecki (2014)

Kazimierz Czarnecki (* 5. März 1948 in Ostróda) ist ein ehemaliger polnischer Gewichtheber.

## Werdegang
Kazimierz Czarnecki begann im Sportklub „Swit“ Nowym Dworze Mazowiecky mit dem Gewichtheben. Sein Entdecker war Tadeusz Golębiowski und seine ersten Trainer waren Stanislaus Życiński und Marian Jankowski. Als er in den Kader der polnischen Nationalmannschaft aufrückte, betreuten ihn auch Klemens Roguski und August Dziedzic.
1971 errang er erste regionale Erfolge. Den Sprung in die Olympiamannschaft schaffte er aber 1972 noch nicht. 1976 gewann er jedoch die Bronzemedaille bei den Olympischen Spielen im Leichtgewicht. Bemerkenswert war seine Stärke im Reißen, wo er 1976 sogar einen Weltrekord aufstellte.

## Internationale Erfolge
(OS = Olympische Spiele, WM = Weltmeisterschaft, EM = Europameisterschaft, Le = Leichtgewicht)
- 1973, 10. Platz, WM in Havanna, Le, mit 275 kg, Sieger: Mucharbi Kirschinow, UdSSR, 305 kg vor Mladen Kutschew, Bulgarien, 302,5 kg;
- 1974, 2. Platz, Turnier in Jerewan, Le, mit 285 kg, hinter Dehnavi, Iran, 287,5 kg und vor Ambrozi, Ungarn, 280 kg;
- 1974, 3. Platz, Pannonia Cup in Budapest, Le, mit 277,5 kg, hinter Kaydalin, UdSSR, 290 kg und Ambrozi, 287,5 kg;
- 1975, 2. Platz, Turnier in Saporischschja, Le, mit 295 kg, hinter Petro Korol, UdSSR, 310 kg und vor Muskatiewicz, DDR, 285 kg;
- 1975, 4. Platz (4. Platz), WM + EM in Moskau, Le, mit 300 kg, hinter Korol, 312,5 kg, Zbigniew Kaczmarek, Polen, 312,5 kg und Kutschew, 302,5 kg;
- 1976, Bronzemedaille, OS in Montreal, Le, mit 295 kg, hinter Korol, 305 kg und Daniel Senet, Frankreich, 300 kg;
- 1977, 6. Platz (4. Platz), WM + EM in Donaueschingen, Le, mit 290 kg, hinter Roberto Urrutia, Kuba, 315 kg, Pewzner, UdSSR, 302,5 kg, Kaczmarek, 297,5 kg, Werner Schraut, Deutschland, 292,5 kg und Pakizeh, Iran, 292,5 kg

## Medaillen Einzeldisziplinen
- WM-Bronzemedaille: 1976, Reißen, Le
- EM-Bronzemedaille: 1977, Reißen, Le

## Polnische Meisterschaften
- 1975, 3. Platz, Le, mit 290 kg,
- 1976, 1. Platz, Le, mit 302,5 kg,
- 1977, 2. Platz, Le, mit 292,5 kg, hinter Kaczmarek, 295 kg,
- 1978, 3. Platz, Le, mit 285 kg

## Weltrekord
- 140,5 kg, 1976 in Warschau, Le

| Personendaten    | Personendaten           |
| ---------------- | ----------------------- |
| NAME             | Czarnecki, Kazimierz    |
| KURZBESCHREIBUNG | polnischer Gewichtheber |
| GEBURTSDATUM     | 5. März 1948            |
| GEBURTSORT       | Ostróda                 |